# 符家川镇
符家川镇，是中华人民共和国甘肃省定西市安定区下辖的一个乡镇级行政单位。

## 行政区划
符家川镇下辖以下地区：
红庄村、杨湾村、长丰村、金星村、兰星村、高阳村、秦家岔村、罗家岔村、大岔村和黄坪村。